# Ettenhausen TG
| TG ist das Kürzel für den Kanton Thurgau in der Schweiz. Es wird verwendet, um Verwechslungen mit anderen Einträgen des Namens Ettenhausen zu vermeiden. |

Ettenhausen ist eine ehemalige Ortsgemeinde und eine Ortschaft in der politischen Gemeinde Aadorf im Bezirk Frauenfeld des Kantons Thurgau, Schweiz.
Die Ortsgemeinde Ettenhausen gehörte von 1803 bis 1995 zur Munizipalgemeinde Aadorf. 1996 vereinigte sich Ettenhausen mit den Ortsgemeinden Aadorf, Aawangen, Guntershausen bei Aadorf und Wittenwil zur politischen Gemeinde Aadorf.

## Geographie
Ettenhausen grenzt nördlich, östlich und südlich an die früheren Thurgauer Ortsgemeinden Aadorf, Guntershausen bei Aadorf und Bichelsee, nach Westen an die Zürcher Gemeinde Elgg.
Die Fläche der früheren Ortsgemeinde von Ettenhausen umfasst 3,34 km². Der Ort liegt auf 543 m ü. M. Der höchste Punkt ist mit 810 m ü. M. der Haselberg, den tiefsten Punkt markiert die Tänikonerstrasse mit 543 m ü. M.

## Klima
Die mittlere Niederschlagsmenge gemessen in der Wetterstation Tänikon beträgt 1180 mm im Jahr. Regen fällt an 158 Tagen im Jahr, davon sind 81 Sommer- und 77 Wintertage.
Die durchschnittliche Jahrestemperatur liegt bei 8,2 Grad Celsius. Der kälteste Monat des Jahres ist mit einer mittleren Temperatur von −0,6 Grad Celsius der Monat Januar, der wärmste mit durchschnittlich 16,9 Grad Celsius der Monat Juli.

## Geschichte

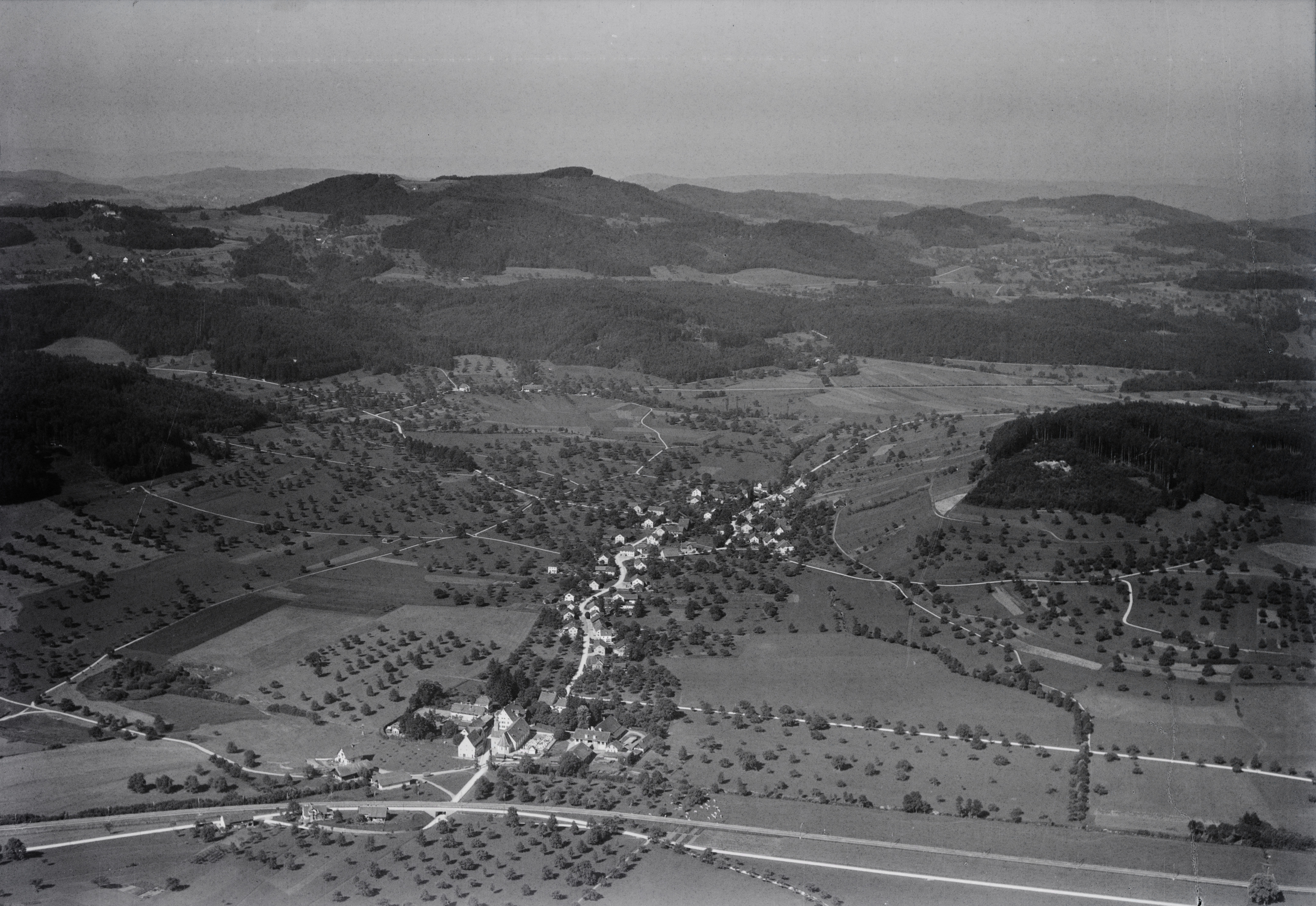
Ettenhausen im Jahr 1927

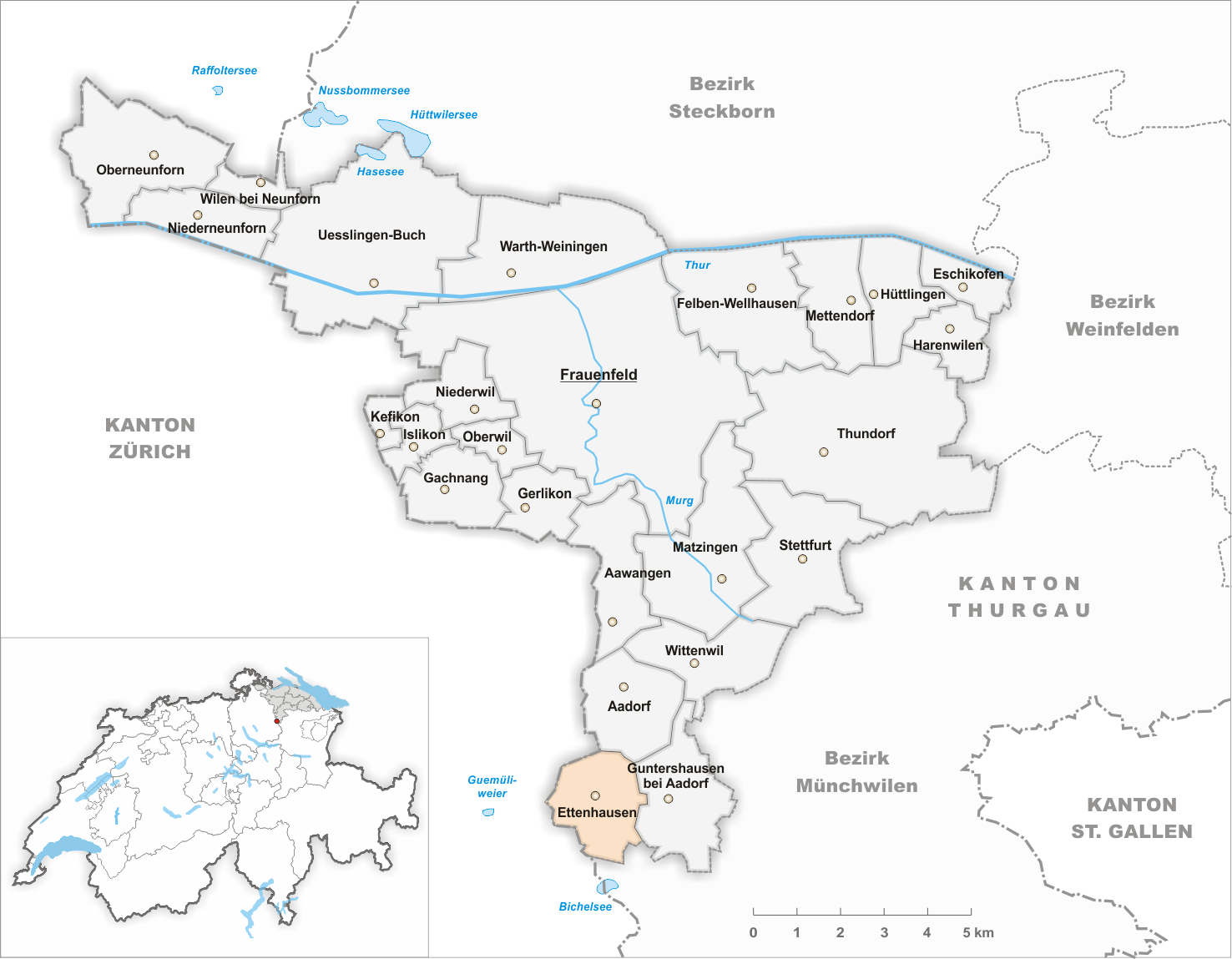
Gemeindestand vor der Fusion im Jahr 1996

Ettenhausen wurde als Oetenhusen im Jahr 1278 erstmals urkundlich erwähnt. Ettenhausen war ursprünglich Reichsgut (Mark Tänikon) und gehörte als St. Galler Lehen im 13. Jahrhundert den Herren von Bichelsee. Vom 13. bis 15. Jahrhundert erwarb das nahe Kloster Tänikon sukzessive Güter und Herrschaftsrechte. 1424 wurde seine Gerichtszuständigkeit bestätigt. Bis 1798 blieb das nach seiner Offnung im Jahr 1578 unabhängige niedere Gericht Ettenhausen Teil der Herrschaft Tänikon.
Vor der Reformation gehörte Ettenhausen zur Pfarrei Elgg, nach der Restauration Tänikons 1548–1550 und Rekatholisierung der klösterlichen Lehenshöfe ab 1566 zur neuen katholischen Pfarrgemeinde Tänikon. 1848 wurde die Pfarrei vom Kloster unabhängig. Die Reformierten sind nach Aadorf kirchgenössig.
Über die Jahrhunderte hinweg wurde in Ettenhausen Getreidebau im Dreizelgensystem und Rebbau betrieben. Im 19. Jahrhundert fand der Übergang zu Vieh- und Milchwirtschaft statt. 1951 bis 1959 erfolgte eine Güterzusammenlegung. Das nicht industrialisierte Ettenhausen ist heute ein bevorzugter Wohnort mit einem sehr hohen Wegpendleranteil, v. a. nach Zürich, Winterthur und Aadorf. Nach 1950 entstanden Einfamilienhausquartiere westlich (Rebberg) und nördlich (Kilberg, Weidli) des Dorfkerns.

## Zeittafel
- 1253: Erste urkundliche Erwähnung von Iltishausen als Hiltishusen
- 1278: Erste urkundliche Erwähnung von Ettenhausen als Oetenhusen
- 1320: Ettenhausen kommt zum Kloster Tänikon
- 1347: Erste schriftliche Erwähnung des Ettenhauser Weins
- 1512: Dorfrecht zwischen Ettenhausen und dem Kloster Tänikon
- 1803–1871: Aus der «Gmeind Ettenhausen» entstehen allmählich die Bürgergemeinde als Körperschaft der am Bürgergut Beteiligten und die Ortsgemeinde als Einwohnergemeinde
- 1827: Gründung der Primarschulgemeinde Ettenhausen
- 1840: Bau der Wirtschaft «Schmiede»
- 1871: Güterausscheidung zwischen der Bürgergemeinde und der Ortsgemeinde
- 1873: Bau des Gasthofs «Hirschen»
- 1874: Gründung der Feldschützen als ältester Ortsverein
- 1880: Gründung der Landwirtschaftlichen Genossenschaft Ettenhausen-Guntershausen
- 1887: Eröffnung des Postbüros
- 1896: Einführung des Telefons in Form einer Gemeindesprechstation
- 1900: Erstellung der Hochdruck-Wasserversorgung und des Reservoirs
- 1912: Einführung der Elektrizität auf genossenschaftlicher Basis (Elektra Ettenhausen)
- 1916: Die letzten Weinstöcke im unteren westlichen Rebberg werden ausgerissen
- 1922: Brand von je fünf Wohnhäusern und Scheunen in der Zehntenstrasse
- 1947: Die Holzbau-Unternehmung Paul Baumgartner AG wurde gegründet, der bis heute grösste Arbeitgeber
- 1951–1959: Güterzusammenlegung (Feld, Wald und Entwässerungen)
- 1959: Erste Ortsplanung mit Baureglement und Zonenplan; Totalrevision 1980
- 1969: Einweihung der Schulanlage Weidli
- 1975: Wiederbepflanzung eines Stücks des einstigen Rebberges durch den Männerchor
- 1979: Gründung der Antennengenossenschaft Kilberg
- 1983: Inbetriebnahme der neuen Post
- 1991: Tod der russischen Schriftstellerin Alja Rachmanowa (1898–1991)
- 1991–1994: Gemeindereorganisation mit vier Abstimmungen, wovon zwei Zufallsresultate
- 1992: Ettenhausen zählt 1000 Einwohner
- 1996: Zusammenschluss der Ortsgemeinden Aadorf, Aawangen, Ettenhausen, Guntershausen bei Aadorf und Wittenwil zur politischen Gemeinde Aadorf[4]

## Wappen

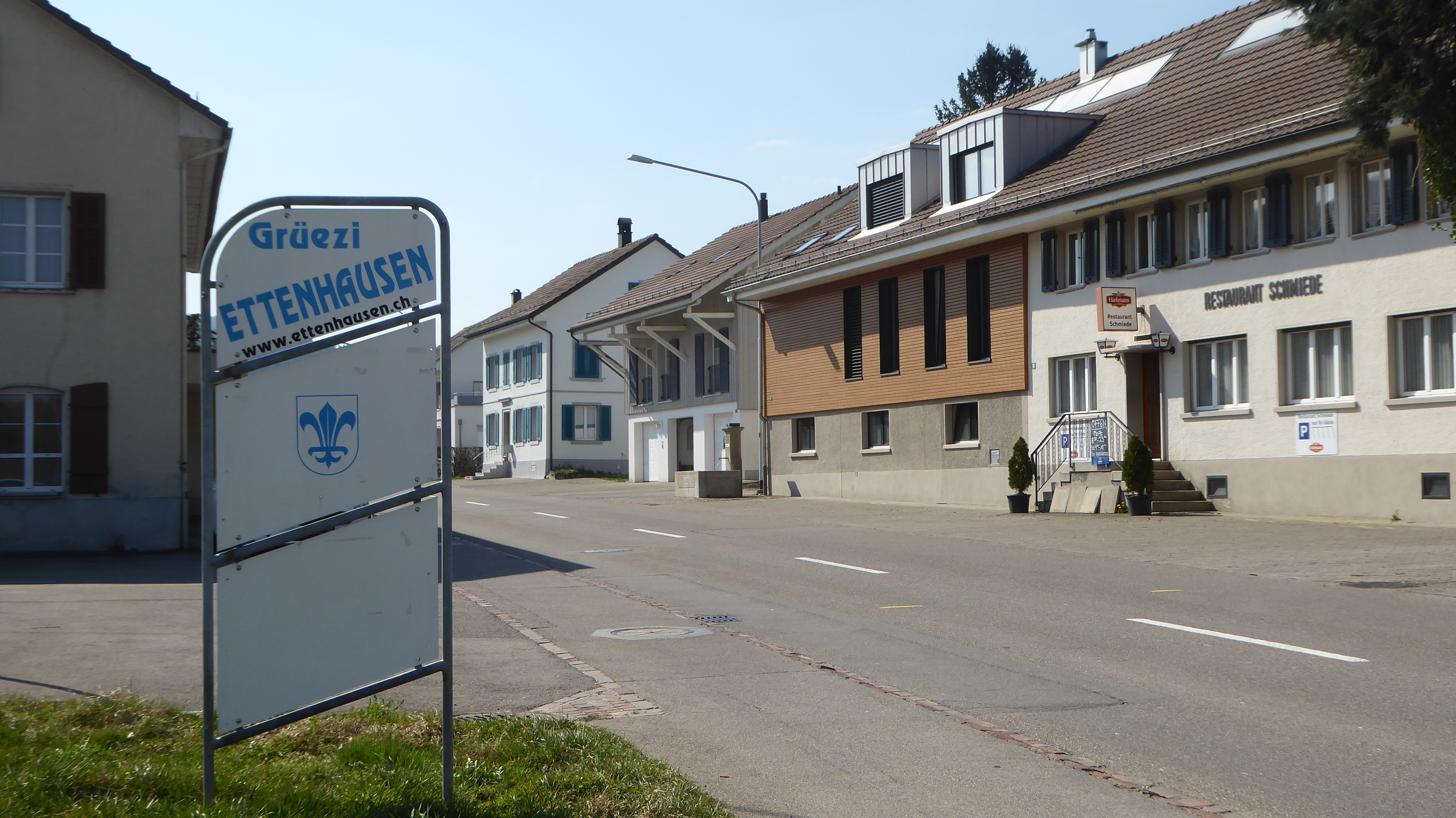
Dorfeingang von Ettenhausen

Die Lilie und die Farben des Ettenhausener Gemeindewappens gehen auf das Kloster Tänikon zurück, das eine weisse Lilie auf blauem Grunde führte.

## Bevölkerung
| Jahr         | 1850  | 1950  | 1990  | 2000  | 2010  | 2018 | 2023  |
| ------------ | ----- | ----- | ----- | ----- | ----- | ---- | ----- |
| Ortsgemeinde | 321   | 395   | 941   |       |       |      |       |
| Ortschaft    |       |       |       | 1005  | 959   | 1348 | 1426  |
| Quelle       | [ 2 ] | [ 2 ] | [ 2 ] | [ 5 ] | [ 6 ] |      | [ 7 ] |

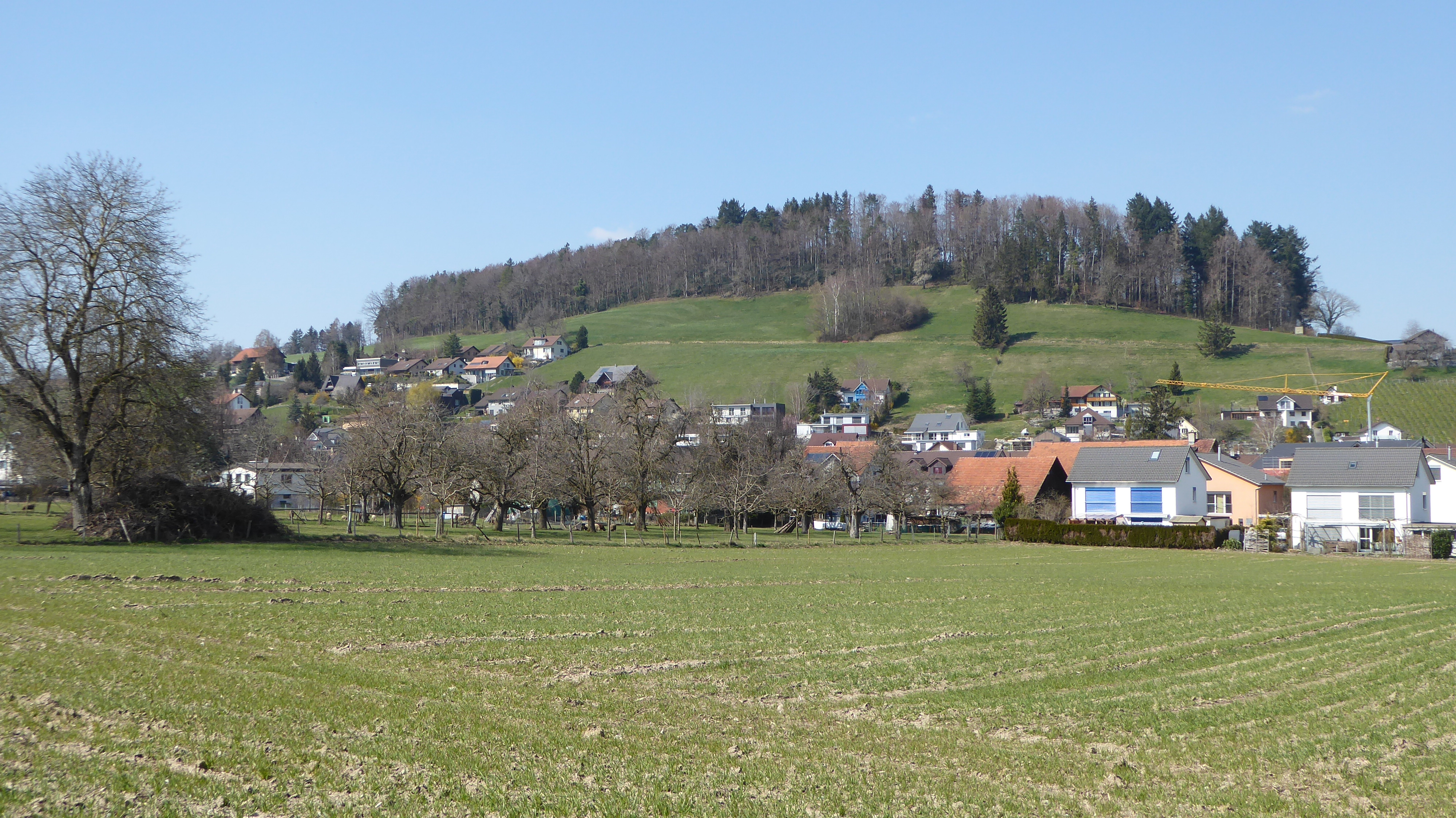
Ansicht auf Ettenhausen von Süden

Von den insgesamt 1426 Einwohnern der Ortschaft Ettenhausen am 31. Dezember 2023 waren 147 bzw. 10,3 % ausländische Staatsbürger. 461 (32,3 %) waren römisch-katholisch und 415 (29,1 %) evangelisch-reformiert.

## Persönlichkeiten
- Josefine Steffen (1902–1964), Aktivistin gegen das Frauenstimmrecht und Mitgründerin des Bundes der Schweizerinnen gegen das Frauenstimmrecht